# Нобили
Нобили (на латински: nobiles) – Патрициански или плебейски родове, които са имали в редиците си поне един консул.